# Det Europæiske System af Centralbanker
Det Europæiske System af Centralbanker (ESCB) er et organ i Den Europæiske Union, der styrer unionens fælles pengepolitik. Systemet omfatter Den Europæiske Centralbank og alle medlemslandenes centralbanker og blev etableret 1. juni 1998 som den tredje etape af Den Økonomiske og Monetære Union. Både medlemslande, der har indført euro og de, der ikke har, er medlem.
ESCB' vigtigste styringsmål er at bevare en lav inflation i EU, p.t. på maksimalt 2%. 